# 9-та піхотна дивізія (Третій Рейх)
9-та піхотна дивізія (Третій Рейх) (нім. 9. Infanterie-Division) — піхотна дивізія Вермахту за часів Другої світової війни.

## Райони бойових дій
- Німеччина (Лінія Зігфрида) (вересень 1939 — травень 1940);
- Франція (травень 1940 — червень 1941);
- СРСР (південний напрямок) (липень — серпень 1944).

## Командування

### Командири
9-та піхотна дивізія
- генерал-майор Еріх Людке (нім. Erich Lüdke) (15 червня 1935 — 7 березня 1936);
- генерал-лейтенант Ервін Оссвальд (нім. Erwin Oßwald) (7 березня 1936 — 1 грудня 1938);
- генерал-лейтенант Георг фон Апелль (нім. Georg von Apell) (1 грудня 1938 — 31 липня 1940);
- генерал-лейтенант Ервін Фіров (нім. Erwin Vierow) (1 серпня — 31 грудня 1940);
- генерал-лейтенант барон Зігмунд фон Шляйніц (нім. Siegmund Freiherr von Schleinitz) (1 січня 1941 — 19 серпня 1943);
- генерал-лейтенант Фрідріх Гофманн (нім. Friedrich Hofmann) (20 серпня 1943 — травень 1944);
- оберст Отто-Герман Брюкер (нім. Otto-Hermann Brücker) (травень 1944);
- генерал-лейтенант Фрідріх Гофманн (травень 1944 — 16 червня 1944);
- генерал-майор Вернер Гебб (нім. Werner Gebb) (16 червня — 29 серпня 1944), потрапив до полону;

9-та фольксгренадерська дивізія
- генерал-майор Вернер Кольб (нім. Werner Kolb) (1 листопада 1944 — 30 квітня 1945).

## Нагороджені дивізії
Нагороджені Сертифікатом Пошани Головнокомандувача Сухопутних військ для військових формувань Вермахту за збитий літак противника
- 16 травня 1942 — штабна рота 36-го піхотного полку за дії 14 січня 1942 (№ 129);
- 19 червня 1942 — II-й батальйон 57-го піхотного полку за дії 15 лютого 1942 (№ 150);
- 14 жовтня 1943 — 9-та рота 57-го гренадерського полку за дії 8 травня 1943 (№ 389);
- 1 листопада 1943 — 9-та рота 116-го гренадерського полку за дії 22 липня 1943 (№ 432);
- 1 лютого 1944 — взвод кінної розвідки 116-го гренадерського полку за дії 27 листопада 1943 (№ 465).

Нагороджені дивізії
|  | Кавалери Золотого Німецького Хреста                                                                        | 91                                         |
|  | Кавалери Лицарського хреста Залізного хреста з Дубовим листям                                              | 1 (№ 514 оберст Вернер Кольб — 26.06.1944) |
|  | Кавалери Лицарського хреста Залізного хреста                                                               | 18                                         |
|  | Кавалери Почесної застібки Сухопутних військ «Почесна застібка на орденську стрічку для Сухопутних військ» | 21                                         |
|  | Кавалери ордену Михая Хороброго ІІІ ступеня (Румунія)                                                      | 2                                          |

- Нагороджені Сертифікатом Пошани Головнокомандувача Сухопутних військ (14)
- Нагороджені Сертифікатом Пошани Головнокомандувача Сухопутних військ за збитий літак противника (3)